# اسکاتیش بوردرز
اسکاتیش بوردرز (به انگلیسی: Scottish Borders) یک شهرستان در بریتانیا است.
این شهرستان ۴٬۷۴۲ کیلومتر مربع مساحت و ۱۱۴٬۰۰۰ نفر جمعیت دارد.